# Marino Bozzatini
Marino Bozzatini (Piove di Sacco, 24 luglio 1690 – Buie, 9 luglio 1754) è stato un vescovo cattolico italiano.

## Biografia
Originario di Piove di Sacco, nel padovano, Bozzatini fu dottore in teologia e canonico nella sua città natale, prima di ereditare la cattedra emoniense dal noto vescovo Gaspare Negri. La sua nomina a vescovo di Cittanova avvenne su suggerimento del cardinale Angelo Maria Querini. Papa Benedetto XIV lo nominò vescovo il 9 luglio 1742. Ricevette la consacrazione episcopale il successivo 15 luglio per mano del cardinale Giovanni Antonio Guadagni, con co-consacranti Vincenzo Antonio Maria Muscettola, vescovo di Recanati e Loreto, e Luigi Antonio Valdina Cremona, vescovo titolare di Ermopoli Maggiore.
Durante il suo episcopato contribuì significativamente al rinnovamento architettonico della diocesi. In particolare si distinse come committente di importanti opere architettoniche, tra cui il rinnovo del presbiterio della cattedrale di Cittanova e il nuovo duomo di Buie. Sotto la sua guida, la diocesi, afflitta dalla malaria, trovò in Buie una seconda sede episcopale: qui il vescovo Bozzatini trascorreva il periodo estivo. Nel 1758 consacrò la chiesa di San Giorgio a Tribano, costruita su fondazioni di un tempio originale risalente al 1656.

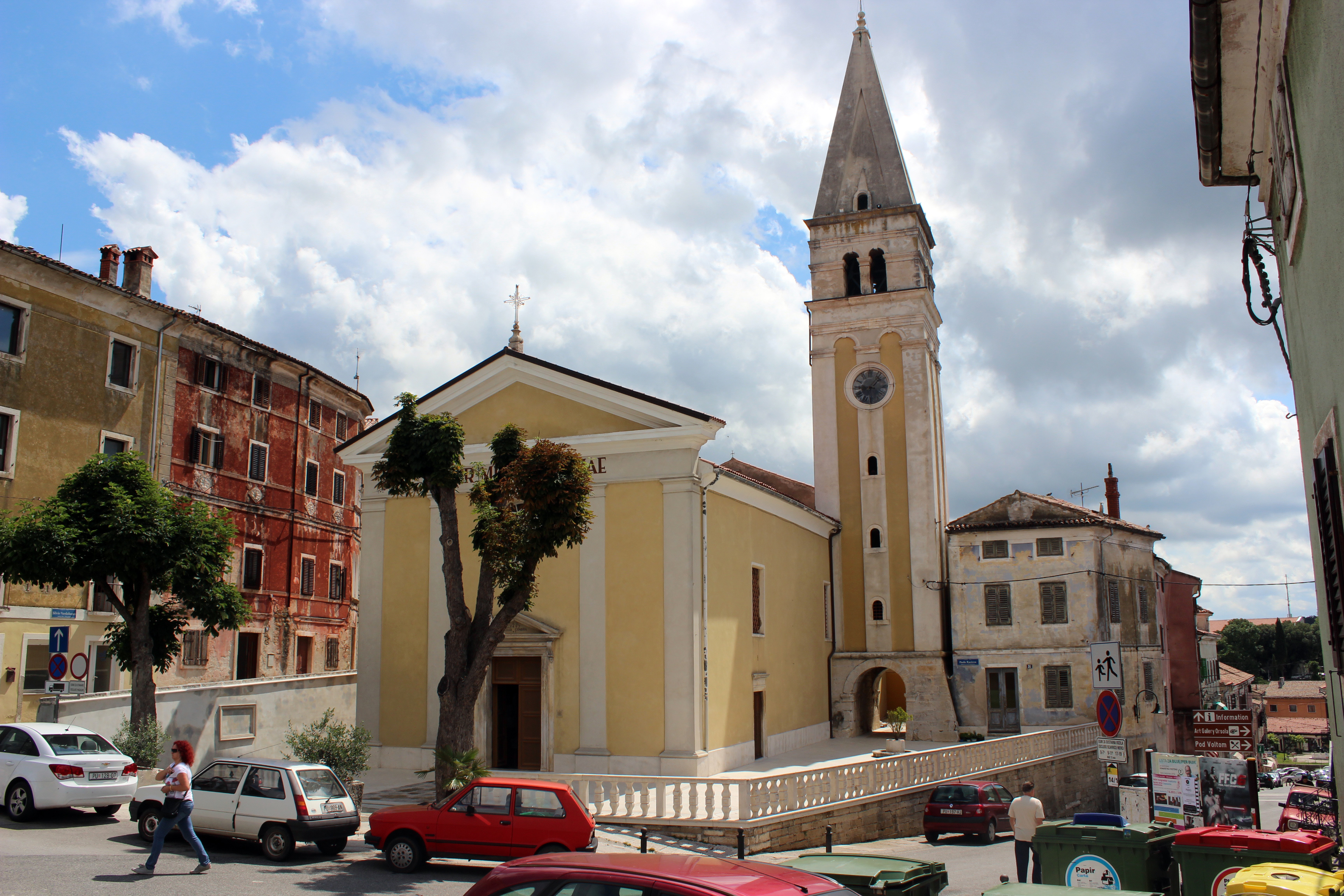
La chiesa della Madonna della Misericordia a Buie

Morì il 9 luglio 1754 e fu sepolto nella chiesa della Madonna della Misericordia di Buie, davanti all'altare dei santi Massimo e Pelagio, dove si trovano opere di Giovanni Battista Pittoni e Francesco Travi. Il suo stemma, caratterizzato da una boccia e tre stelle a sei punte, è visibile in vari punti del duomo dei Santi Massimo e Pelagio di Cittanova, ove si trova anche un cartiglio che celebra le sue benemerenze. La sua morte avvenne senza testamento, dando origine a dispute tra il suo successore e gli eredi riguardo a restauri già avviati nell'edificio del vecchio vescovado.

## Genealogia episcopale
La genealogia episcopale è:
- Cardinale Scipione Rebiba
- Cardinale Giulio Antonio Santori
- Cardinale Girolamo Bernerio, O.P.
- Arcivescovo Galeazzo Sanvitale
- Cardinale Ludovico Ludovisi
- Cardinale Luigi Caetani
- Cardinale Ulderico Carpegna
- Cardinale Paluzzo Paluzzi Altieri degli Albertoni
- Cardinale Flavio Chigi
- Papa Clemente XII
- Cardinale Giovanni Antonio Guadagni, O.C.D.
- Vescovo Marino Bozzatini